# Bob Bell
Robert „Bob“ Bell (* 10. April 1958 in Belfast, Nordirland) ist ein britischer Ingenieur und Manager. Von 2011 bis 2013 war Bell technischer Direktor beim Formel-1-Rennstall Mercedes Grand Prix. Zuvor war er von 2003 bis 2010 Technischer Direktor der Chassis-Abteilung und von September 2009 bis Anfang 2010 Teamchef bei Renault F1.

## Karriere
Bell studierte Aerodynamik und arbeitete zunächst im Bereich Luftfahrt. Bald suchte er einen Bereich, wo er den Fortschritt und die Entwicklung seiner Arbeit direkter beobachten konnte – beispielsweise im Automobilrennsport.
Bell wechselte in die Formel 1, wo er ab 1982 für McLaren arbeitete und für den Bereich Forschung und Entwicklung verantwortlich  war. Er war zudem an Projekten der englischen Rennwagenschmiede (z. B. an dem nie eingesetzten Rekordfahrzeug „Maverick“) beteiligt. Von 1997 bis 1999 arbeitete er als Aerodynamiker beim Formel-1-Team Benetton, bevor er für ein Jahr zu Jordan wechselte. Im Jahr 2001 kehrte Bell an seine alte Wirkungsstätte bei Benetton zurück. Als das Team im selben Jahr von Renault übernommen wurde, blieb er an Bord. 2003 wurde der Nordire zum Technischen Direktor des Teams befördert, das 2005 und 2006 unter seiner Federführung jeweils die Weltmeisterschaften in der Fahrer- und Konstrukteurswertung gewinnen konnte. Am 23. September 2009 wurde Bob Bell als Nachfolger des entlassenen Flavio Briatore Teamchef von Renault F1. Am 5. Januar 2010 wurde der Franzose Éric Boullier Nachfolger Bells als Teamchef, Bell bekleidete jedoch zunächst weiterhin die Rolle des technischen Direktors im Team.
Ab dem 1. April 2011 übernahm er die Position des technischen Direktors bei Mercedes Grand Prix, die er bis Dezember 2013 innehatte.